# Staphylinoidea
De Staphylinoidea zijn een superfamilie van kevers uit de infraorde Staphyliniformia.

## Taxonomie
De superfamilie is als volgt onderverdeeld:
- Familie Hydraenidae Mulsant, 1844 (Waterkruipers)
  - Onderfamilie Orchymontiinae Perkins, 1997
  - Onderfamilie Prosthetopinae Perkins, 1994
    - Tribus Coelometoponini Perkins, 2005
    - Tribus Nucleotopini Perkins, 1994
    - Tribus Parasthetopini Perkins, 1994
    - Tribus Prosthetopini Perkins, 1994
    - Tribus Protosthetopini Perkins, 1994
    - Tribus Pterosthetopini Perkins, 1994

  - Onderfamilie Hydraeninae Mulsant, 1844
    - Tribus Hydraenidini Perkins, 1980
    - Tribus Hydraenini Mulsant, 1844
    - Tribus Limnebiini Mulsant, 1844
    - Tribus Madagastrini Perkins, 1997
    - Tribus Parhydraenini Perkins, 1997

  - Onderfamilie Ochthebiinae Thomson, 1859
    - Tribus Ochthebiini Thomson, 1859
      - Subtribus Enicocerina Perkins, 1997
      - Subtribus Meropathina Perkins, 1997
      - Subtribus Neochthebiina Perkins, 1997
      - Subtribus Ochthebiina Thomson, 1859
      - Subtribus Protochthebiina Perkins, 1997

    - Tribus Ochtheosini Perkins, 1997
- Familie Ptiliidae Erichson, 1845 (Veervleugelkevers)
  - Onderfamilie Ptiliinae Erichson, 1845
    - Tribus Discheramocephalini Grebennikov, 2009
    - Tribus Nanosellini Barber, 1924
    - Tribus Ptenidiini Flach, 1889
    - Tribus Ptiliini Erichson, 1845
    - Tribus Ptinellini Reitter, 1906 (1891)

  - Onderfamilie Cephaloplectinae Sharp, 1883
  - Onderfamilie Acrotrichinae Reitter, 1909 (1856)
- Familie Agyrtidae Thomson, 1859 (Dwergaaskevers)
  - Onderfamilie Agyrtinae Thomson, 1859
  - Onderfamilie Necrophilinae Newton, 1997
  - Onderfamilie Pterolomatinae Thomson, 1862
- Familie Leiodidae Fleming, 1821 (Truffelkevers)
  - Onderfamilie Camiarinae Jeannel, 1911
    - Tribus Agyrtodini Jeannel, 1936
    - Tribus Camiarini Jeannel, 1911
    - Tribus Neopelatopini Jeannel, 1962

  - Onderfamilie Catopocerinae Hatch, 1927 (1880)
    - Tribus Catopocerini Hatch, 1927 (1880)
    - Tribus Glacicavicolini Westcott, 1968

  - Onderfamilie Leiodinae Fleming, 1821
    - Tribus Agathidiini Westwood, 1838
    - Tribus Estadiini Portevin, 1914
    - Tribus Leiodini Fleming, 1821
    - Tribus Pseudoliodini Portevin, 1926
    - Tribus Scotocryptini Reitter, 1884
    - Tribus Sogdini Lopatin, 1961

  - Onderfamilie Coloninae Horn, 1880 (1859)
  - Onderfamilie Cholevinae Kirby, 1837
    - Tribus Anemadini Hatch, 1928
      - Subtribus Anemadina Hatch, 1928
      - Subtribus Eocatopina Jeannel, 1936
      - Subtribus Eunemadina Newton, 1998
      - Subtribus Nemadina Jeannel, 1936
      - Subtribus Paracatopina Jeannel, 1936

    - Tribus Cholevini Kirby, 1837
      - Subtribus Catopina Chaudoir, 1845
      - Subtribus Cholevina Kirby, 1837

    - Tribus Eucatopini Jeannel, 1921
    - Tribus Leptodirini Lacordaire, 1854 (1849)
      - Subtribus Anthroherponina Jeannel, 1910
      - Subtribus Bathysciina Horn, 1880
      - Subtribus Bathysciotina Guéorguiev, 1974
      - Subtribus Leptodirina Lacordaire, 1854 (1849)
      - Subtribus Pholeuina Reitter, 1886
      - Subtribus Platycholeina Horn, 1880
      - Subtribus Spelaeobatina Guéorguiev, 1974

    - Tribus Oritocatopini Jeannel, 1936
    - Tribus Ptomaphagini Jeannel, 1911
      - Subtribus Baryodirina Perreau, 2000
      - Subtribus Ptomaphagina Jeannel, 1911
      - Subtribus Ptomaphaginina Szymczakowski, 1964

    - Tribus Sciaphyini Perreau, 2000

  - Onderfamilie Platypsyllinae Ritsema, 1869
- Familie Silphidae Latreille, 1806 (Aaskevers)
  - Onderfamilie Silphinae Latreille, 1806
  - Onderfamilie Nicrophorinae Kirby, 1837
- Familie Staphylinidae Latreille, 1802 (Kortschildkevers)
  - Onderfamilie Glypholomatinae Jeannel, 1962
  - Onderfamilie Microsilphinae Crowson, 1950
  - Onderfamilie Omaliinae MacLeay, 1825
    - Tribus Anthophagini Thomson, 1859
    - Tribus Aphaenostemmini Peyerimhoff, 1914
    - Tribus Corneolabiini Steel, 1950
    - Tribus Coryphiini Jakobson, 1908
      - Subtribus Boreaphilina Zerche, 1990
      - Subtribus Coryphiina Jakobson, 1908

    - Tribus Eusphalerini Hatch, 1957
    - Tribus Hadrognathini Portevin, 1929
    - Tribus Omaliini MacLeay, 1825

  - Onderfamilie Empelinae Newton & Thayer, 1992
  - Onderfamilie Proteininae Erichson, 1839
    - Tribus Anepiini Steel, 1966
    - Tribus Austrorhysini Newton & Thayer, 1995
    - Tribus Nesoneini Steel, 1966
    - Tribus Proteinini Erichson, 1839
    - Tribus Silphotelini Newton & Thayer, 1995

  - Onderfamilie Micropeplinae Leach, 1815
  - Onderfamilie Neophoninae Fauvel, 1905
  - Onderfamilie Dasycerinae Reitter, 1887
  - Onderfamilie Protopselaphinae Newton & Thayer, 1995
  - Onderfamilie Pselaphinae Latreille, 1802
    - Supertribus Batrisitae Reitter, 1882
      - Tribus Amauropini Jeannel, 1948
      - Tribus Batrisini Reitter, 1882
        - Subtribus Ambicocerina Leleup, 1970
        - Subtribus Batrisina Reitter, 1882
        - Subtribus Leupeliina Jeannel, 1954
        - Subtribus Stilipalpina Jeannel, 1954

      - Tribus Thaumastocephalini Poggi, Nonveiller, Colla, Pavićević & Rada, 2001

    - Supertribus Clavigeritae Leach, 1815
      - Tribus Clavigerini Leach, 1815
        - Subtribus Apoderigerina Jeannel, 1954
        - Subtribus Clavigerina Leach, 1815
        - Subtribus Clavigerodina Schaufuss, 1882
        - Subtribus Disarthricerina Jeannel, 1949
        - Subtribus Hoplitoxenina Célis, 1969
        - Subtribus Lunillina Célis, 1969
        - Subtribus Mastigerina Jeannel, 1954
        - Subtribus Miroclavigerina Jeannel, 1949
        - Subtribus Neocerina Jeannel, 1954
        - Subtribus Radamina Jeannel, 1954
        - Subtribus Thysdariina Jeannel, 1954

      - Tribus Colilodionini Besuchet, 1991
      - Tribus Tiracerini Besuchet, 1986

    - Supertribus Euplectitae Streubel, 1839
      - Tribus Bythinoplectini Schaufuss, 1890
        - Subtribus Bythinoplectina Schaufuss, 1890
        - Subtribus Pyxidicerina Raffray, 1904

      - Tribus Dimerini Raffray, 1908
      - Tribus Euplectini Streubel, 1839
      - Tribus Jubini Raffray, 1904
      - Tribus Mayetiini Winkler, 1925
      - Tribus Metopiasini Raffray, 1904
        - Subtribus Metopiasina Raffray, 1904
        - Subtribus Rhinoscepsina Bowman, 1934

      - Tribus Trichonychini Reitter, 1882
        - Subtribus Bibloporina Park, 1951
        - Subtribus Panaphantina Jeannel, 1950
        - Subtribus Trichonychina Reitter, 1882
        - Subtribus Trimiina Bowman, 1934

      - Tribus Trogastrini Jeannel, 1949
        - Subtribus Phtegnomina Park, 1951
        - Subtribus Rhexiina Park, 1951
        - Subtribus Trogastrina Jeannel, 1949

    - Supertribus Faronitae Reitter, 1882
    - Supertribus Goniaceritae Reitter, 1882 (1872)
      - Tribus Arnylliini Jeannel, 1952
      - Tribus Barrosellini Leleup, 1973
      - Tribus Brachyglutini Raffray, 1904
        - Subtribus Baradina Park, 1951
        - Subtribus Brachyglutina Raffray, 1904
        - Subtribus Decarthrina Park, 1951
        - Subtribus Eupseniina Park, 1951

      - Tribus Bythinini Raffray, 1890
        - Subtribus Bythinina Raffray, 1890
        - Subtribus Machaeritina Jeannel, 1950
        - Subtribus Xenobythina Jeannel, 1950
        - Tribus Cyathigerini Schaufuss, 1872

      - Tribus Goniacerini Reitter, 1882 (1872)
      - Tribus Imirini Jeannel, 1949
      - Tribus Iniocyphini Park, 1951
        - Subtribus Iniocyphina Park, 1951
        - Subtribus Natypleurina Newton & Thayer, 1992

      - Tribus Machadoini Jeannel, 1951
      - Tribus Proterini Jeannel, 1949
      - Tribus Pygoxyini Reitter, 1909
      - Tribus Speleobamini Park, 1951
      - Tribus Tychini Raffray, 1904
      - Tribus Valdini Park, 1953

    - Supertribus Pselaphitae Latreille, 1802
      - Tribus Arhytodini Raffray, 1890
      - Tribus Attapseniini Bruch, 1933
      - Tribus Ctenistini Blanchard, 1845
      - Tribus Hybocephalini Raffray, 1890
      - Tribus Odontalgini Jeannel, 1949
      - Tribus Pachygastrodini Leleup, 1969
      - Tribus Phalepsini Jeannel, 1949
      - Tribus Pselaphini Latreille, 1802
      - Tribus Schistodactylini Raffray, 1890
      - Tribus Tmesiphorini Jeannel, 1949
      - Tribus Tyrini Reitter, 1882
        - Subtribus Centrophthalmina Jeannel, 1949
        - Subtribus Janusculina Cerruti, 1970
        - Subtribus Somatipionina Jeannel, 1949
        - Subtribus Tyrina Reitter, 1882

  - Onderfamilie Phloeocharinae Erichson, 1839
  - Onderfamilie Olisthaerinae Thomson, 1858
  - Onderfamilie Tachyporinae MacLeay, 1825
    - Tribus Deropini Smetana, 1983
    - Tribus Megarthropsini Cameron, 1919
    - Tribus Mycetoporini Thomson, 1859
    - Tribus Tachyporini MacLeay, 1825
    - Tribus Vatesini Seevers, 1958

  - Onderfamilie Trichophyinae Thomson, 1858
  - Onderfamilie Habrocerinae Mulsant & Rey, 1876
  - Onderfamilie Aleocharinae Fleming, 1821
    - Tribus Actocharini Bernhauer & Schubert, 1911
    - Tribus Aenictoteratini Kistner, 1993
    - Tribus Akatastopsisini Pace, 2000
    - Tribus Aleocharini Fleming, 1821
      - Subtribus Aleocharina Fleming, 1821
      - Subtribus Compactopediina Kistner, 1970
      - Subtribus Hodoxenina Kistner, 1970

    - Tribus Athetini Casey, 1910
      - Subtribus Athetina Casey, 1910
      - Subtribus Coptotermoeciina Kistner & Pasteels, 1970
      - Subtribus Microceroxenina Kistner, 1970
      - Subtribus Nasutiphilina Kistner, 1970
      - Subtribus Schistogeniina Fenyes, 1918
      - Subtribus Taxicerina Lohse, 1989
      - Subtribus Termitotelina Kistner, 1970
      - Subtribus Thamiaraeina Fenyes, 1921

    - Tribus Autaliini Thomson, 1859
    - Tribus Cordobanini Bernhauer, 1910
    - Tribus Corotocini Fenyes, 1918
      - Subtribus Abrotelina Seevers, 1957
      - Subtribus Corotocina Fenyes, 1918
      - Subtribus Eburniogastrina Jacobson, Kistner & Pasteels, 1986
      - Subtribus Nasutitellina Jacobson, Kistner & Pasteels, 1986
      - Subtribus Sphuridaethina Pace, 1988
      - Subtribus Termitocharina Seevers, 1957
      - Subtribus Termitocupidina Jacobson, Kistner & Pasteels, 1986
      - Subtribus Termitogastrina Bernhauer & Scheerpeltz, 1926
      - Subtribus Termitoiceina Jacobson, Kistner & Pasteels, 1986
      - Subtribus Termitopithina Jacobson, Kistner & Pasteels, 1986
      - Subtribus Termitoptochina Fenyes, 1921
      - Subtribus Timeparthenina Fenyes, 1921

    - Tribus Crematoxenini Mann, 1921
    - Tribus Cryptonotopseini Pace, 2003
    - Tribus Deinopsini Sharp, 1883
    - Tribus Diestotini Mulsant & Rey, 1871
    - Tribus Diglottini Jakobson, 1909
    - Tribus Digrammini Fauvel, 1900
    - Tribus Dorylogastrini Wasmann, 1916
    - Tribus Dorylomimini Wasmann, 1916
    - Tribus Drepanoxenini Kistner & Watson, 1972
    - Tribus Ecitocharini Seevers, 1965
    - Tribus Ecitogastrini Fenyes, 1918
    - Tribus Eusteniamorphini Bernhauer & Scheerpeltz, 1926
    - Tribus Falagriini Mulsant & Rey, 1873
    - Tribus Feldini Kistner, 1972
    - Tribus Gymnusini Heer, 1839
    - Tribus Himalusini Klimaszewski, Pace & Center, 2010
    - Tribus Homalotini Heer, 1839
      - Subtribus Bolitocharina Thomson, 1859
      - Subtribus Dinardopsina Bernhauer & Scheerpeltz, 1926
      - Subtribus Gyrophaenina Kraatz, 1856
      - Subtribus Homalotina Heer, 1839
      - Subtribus Silusina Fenyes, 1918

    - Tribus Hoplandriini Casey, 1910
      - Subtribus Hoplandriina Casey, 1910
      - Subtribus Platandriina Hanley, 2002
      - Subtribus Pseudoplandriina Hanley, 2002

    - Tribus Hygronomini Thomson, 1859
      - Subtribus Hygronomina Thomson, 1859
      - Subtribus Saphoglossina Bernhauer & Scheerpeltz, 1926

    - Tribus Hypocyphtini Laporte, 1835
    - Tribus Leucocraspedini Fenyes, 1921
    - Tribus Liparocephalini Fenyes, 1918
    - Tribus Lomechusini Fleming, 1821
      - Subtribus Aenictobiina Kistner, 1997
      - Subtribus Lomechusina Fleming, 1821
      - Subtribus Myrmedoniina Thomson, 1867
      - Subtribus Termitozyrina Seevers, 1957

    - Tribus Masuriini Cameron, 1939
    - Tribus Mesoporini Cameron, 1959
    - Tribus Mimanommatini Wasmann, 1912
      - Subtribus Dorylophilina Fenyes, 1921
      - Subtribus Mimanommatina Wasmann, 1912

    - Tribus Mimecitini Wasmann, 1917
      - Subtribus Labidopullina Jacobson & Kistner, 1991
      - Subtribus Leptanillophilina Fenyes, 1918
      - Subtribus Mimecitina Wasmann, 1917
      - Subtribus Mimonillina Bernhauer & Scheerpeltz, 1926

    - Tribus Myllaenini Ganglbauer, 1895
    - Tribus Oxypodini Thomson, 1859
      - Subtribus Aphytopodina Bernhauer & Scheerpeltz, 1926
      - Subtribus Blepharhymenina Klimaszewski & Peck, 1986
      - Subtribus Dinardina Mulsant & Rey, 1873
      - Subtribus Meoticina Seevers, 1978
      - Subtribus Oxypodina Thomson, 1859
      - Subtribus Tachyusina Thomson, 1859

    - Tribus Oxypodinini Fenyes, 1921
    - Tribus Paglini Newton & Thayer, 1992
    - Tribus Paradoxenusini Bruch, 1937
    - Tribus Pediculotini Ádám, 1987
    - Tribus Philotermitini Seevers, 1957
    - Tribus Phyllodinardini Wasmann, 1916
    - Tribus Phytosini Thomson, 1867
    - Tribus Placusini Mulsant & Rey, 1871
    - Tribus Pronomaeini Mulsant & Rey, 1873
    - Tribus Pseudoperinthini Cameron, 1939
    - Tribus Pygostenini Fauvel, 1899
    - Tribus Sahlbergiini Kistner, 1993
    - Tribus Sceptobiini Seevers, 1978
    - Tribus Skatitoxenini Kistner & Pasteels, 1969
    - Tribus Termitodiscini Wasmann, 1904
      - Subtribus Athexeniina Pace, 2000
      - Subtribus Termitodiscina Wasmann, 1904

    - Tribus Termitohospitini Seevers, 1941
      - Subtribus Hetairotermitina Seevers, 1957
      - Subtribus Termitohospitina Seevers, 1941

    - Tribus Termitonannini Fenyes, 1918
      - Subtribus Perinthina Bernhauer & Scheerpeltz, 1926
      - Subtribus Termitonannina Fenyes, 1918

    - Tribus Termitopaediini Seevers, 1957
    - Tribus Termitusini Fenyes, 1918
      - Subtribus Termitospectrina Seevers, 1957
      - Subtribus Termitusina Fenyes, 1918

    - Tribus Trichopseniini LeConte & Horn, 1883
    - Tribus Trilobitideini Fauvel, 1899

  - Onderfamilie Trigonurinae Reiche, 1866
  - Onderfamilie Apateticinae Fauvel, 1895
  - Onderfamilie Scaphidiinae Latreille, 1806
    - Tribus Cypariini Achard, 1924
    - Tribus Scaphidiini Latreille, 1806
    - Tribus Scaphiini Achard, 1924
    - Tribus Scaphisomatini Casey, 1893

  - Onderfamilie Piestinae Erichson, 1839
  - Onderfamilie Osoriinae Erichson, 1839
    - Tribus Eleusinini Sharp, 1887
    - Tribus Leptochirini Sharp, 1887
    - Tribus Osoriini Erichson, 1839
      - Subtribus Osoriina Erichson, 1839
      - Subtribus Parosoriina Bernhauer & Schubert, 1911

    - Tribus Thoracophorini Reitter, 1909
      - Subtribus Clavilispinina Newton & Thayer, 1992
      - Subtribus Glyptomina Newton & Thayer, 1992
      - Subtribus Lispinina Bernhauer & Schubert, 1910
      - Subtribus Thoracophorina Reitter, 1909

  - Onderfamilie Oxytelinae Fleming, 1821
    - Tribus Blediini Ádám, 2001
    - Tribus Coprophilini Heer, 1839
    - Tribus Euphaniini Reitter, 1909
    - Tribus Oxytelini Fleming, 1821
    - Tribus Planeustomini Jacquelin du Val, 1857

  - Onderfamilie Oxyporinae Fleming, 1821
  - Onderfamilie Megalopsidiinae Leng, 1920
  - Onderfamilie Scydmaeninae Leach, 1815
    - Supertribus Hapsomelitae Poinar & Brown, 2004  †
    - Supertribus Mastigitae Fleming, 1821
      - Tribus Clidicini Casey, 1897
      - Tribus Leptomastacini Casey, 1897
      - Tribus Mastigini Fleming, 1821

    - Supertribus Scydmaenitae Leach, 1815
      - Tribus Cephenniini Reitter, 1882
      - Tribus Chevrolatiini Reitter, 1882
      - Tribus Cyrtoscydmini Schaufuss, 1889
      - Tribus Eutheiini Casey, 1897
      - Tribus Leptoscydmini Casey, 1897
      - Tribus Plaumanniolini Costa Lima, 1962
      - Tribus Scydmaenini Leach, 1815

  - Onderfamilie Steninae MacLeay, 1825
  - Onderfamilie Euaesthetinae Thomson, 1859
    - Tribus Alzadaesthetini Scheerpeltz, 1974
    - Tribus Austroesthetini Cameron, 1944
    - Tribus Euaesthetini Thomson, 1859
    - Tribus Fenderiini Scheerpeltz, 1974
    - Tribus Nordenskioldiini Bernhauer & Schubert, 1911
    - Tribus Stenaesthetini Bernhauer & Schubert, 1911

  - Onderfamilie Solieriinae Newton & Thayer, 1992
  - Onderfamilie Leptotyphlinae Fauvel, 1874
    - Tribus Cephalotyphlini Coiffait, 1963
    - Tribus Entomoculiini Coiffait, 1957
    - Tribus Leptotyphlini Fauvel, 1874
    - Tribus Metrotyphlini Coiffait, 1963
    - Tribus Neotyphlini Coiffait, 1963

  - Onderfamilie Pseudopsinae Ganglbauer, 1895
  - Onderfamilie Paederinae Fleming, 1821
    - Tribus Paederini Fleming, 1821
      - Subtribus Astenina Hatch, 1957
      - Subtribus Cryptobiina Casey, 1905
      - Subtribus Cylindroxystina Bierig, 1943
      - Subtribus Dolicaonina Casey, 1905
      - Subtribus Echiasterina Casey, 1905
      - Subtribus Lathrobiina Laporte, 1835
      - Subtribus Lithocharina Casey, 1905
      - Subtribus Medonina Casey, 1905
      - Subtribus Paederina Fleming, 1821
      - Subtribus Scopaeina Mulsant & Rey, 1878
      - Subtribus Stilicina Casey, 1905
      - Subtribus Stilicopsina Casey, 1905

    - Tribus Pinophilini Nordmann, 1837
      - Subtribus Pinophilina Nordmann, 1837
      - Subtribus Procirrina Bernhauer & Schubert, 1912

  - Onderfamilie Staphylininae Latreille, 1802
    - Tribus Arrowinini Solodovnikov & Newton, 2005
    - Tribus Diochini Casey, 1906
    - Tribus Maorothiini Assing, 2000
    - Tribus Othiini Thomson, 1859
    - Tribus Platyprosopini Lynch Arribálzaga, 1884
    - Tribus Staphylinini Latreille, 1802
      - Subtribus Amblyopinina Seevers, 1944
      - Subtribus Anisolinina Hayashi, 1993
      - Subtribus Eucibdelina Sharp, 1889
      - Subtribus Hyptiomina Casey, 1906
      - Subtribus Philonthina Kirby, 1837
      - Subtribus Quediina Kraatz, 1857
      - Subtribus Staphylinina Latreille, 1802
      - Subtribus Tanygnathinina Reitter, 1909
      - Subtribus Xanthopygina Sharp, 1884

    - Tribus Xantholinini Erichson, 1839

  - Onderfamilie Protactinae Heer, 1847  †